# Académie Barenboïm-Saïd
L'Académie Barenboïm-Saïd (allemand : Barenboim-Said Académie, en arabe : أكاديمية بارنبويم-سعيد, en Hébreu יה בארנבוים-סעיד) est une académie située à Berlin, en Allemagne, permettant à des artistes de suivre une formation diplômante en musique. Elle a ouvert le 8 décembre 2016. Inspirée par ses cofondateurs éponymes, le chef d'orchestre et pianiste Daniel Barenboim et le théoricien littéraire et intellectuel Edward Saïd, l'académie est financée pour recevoir jusqu'à 90 jeunes musiciens. L'admission se concentre sur le Moyen-Orient et l'Afrique du Nord, dans l'esprit du West-Eastern Divan Orchestra. Grâce à leur formation commune et à la création musicale, les étudiants y acquièrent une compétence cognitive et une compréhension critique qui leur permettront de devenir des artistes exemplaires et de contribuer à l'avenir des sociétés civiles dans leurs pays d'origine[style à revoir],,.

## Histoire et objectifs

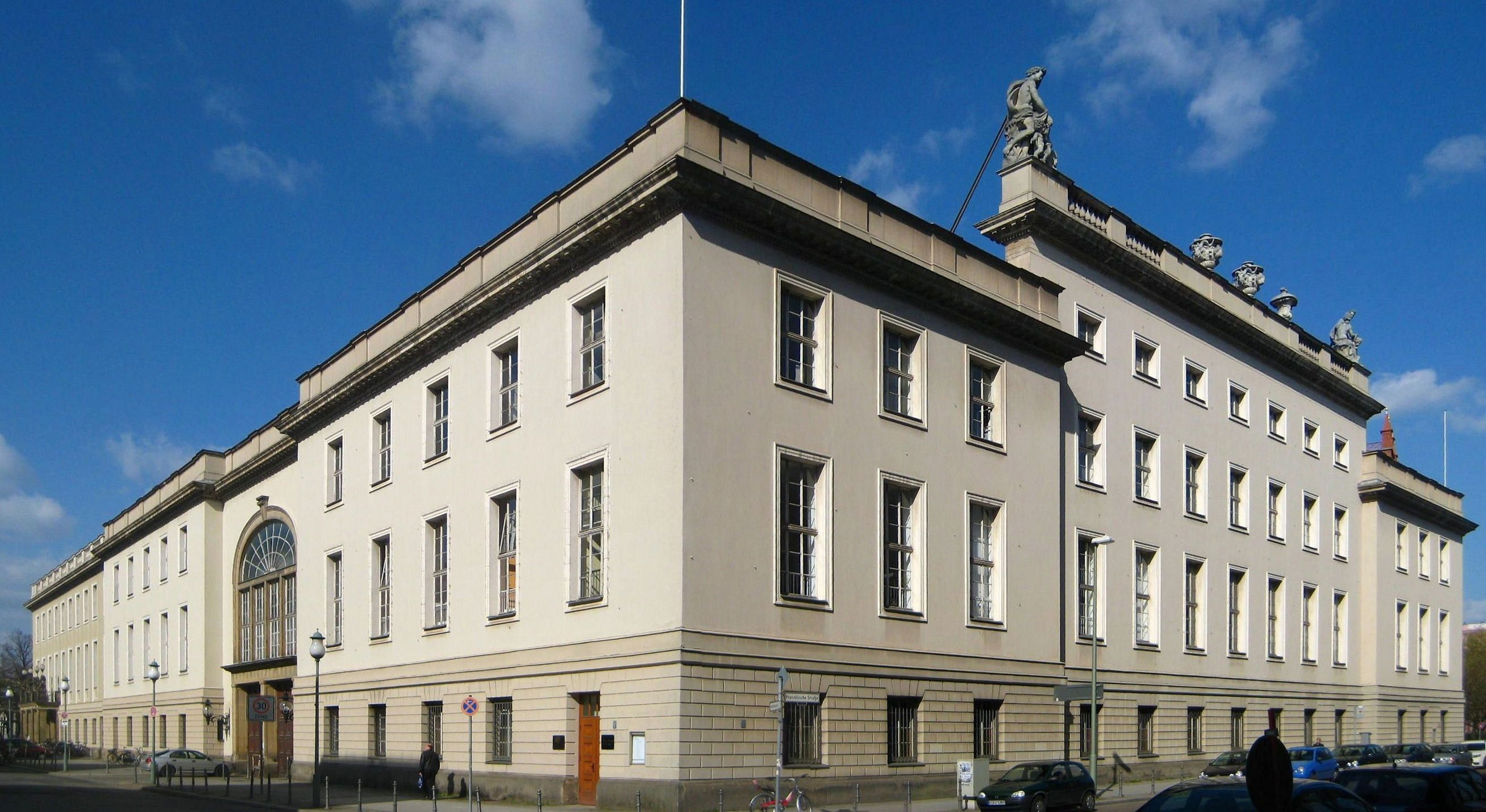
L'Académie Barenboim–Said dans la Französische Straße.

Après une rencontre fortuite entre Daniel Barenboïm et Edward Said dans le hall d'un hôtel à Londres en 1992, un échange intellectuel sur la musique, la littérature, la société et le conflit du Moyen-Orient, ainsi qu'une profonde amitié personnelle s'ensuivirent jusqu'à la mort prématurée d'Edward Said en 2003. L'esprit de cette relation extraordinaire est visible dans leur publication commune, Parallels and Paradoxes. Cet échange a donné lieu à l'idée de créer un orchestre dans lequel des musiciens d'Israël, de Palestine, du Moyen-Orient et d'Afrique du Nord joueraient de la musique ensemble – l'harmonie dans la musique – et créeraient ainsi une base de discussion avec une possibilité de compréhension mutuelle. Barenboim a parlé de l'ensemble comme suit : 

« Le Divan n'est pas une histoire d'amour, et ce n'est pas une histoire de paix. Il a été décrit de manière très flatteuse comme un projet de paix. Ce n'est pas. Cela ne va pas apporter la paix, que vous jouiez bien ou moins bien. Le Divan a été conçu comme un projet contre l'ignorance. Un projet contre le fait qu'il est absolument essentiel que les gens apprennent à connaître l'autre, à comprendre ce que l'autre pense et ressent, sans nécessairement l'accepter. Je n'essaie pas de convertir les membres arabes du Divan au point de vue israélien et [je] n'essaie pas de convaincre les Israéliens du point de vue arabe. Mais je veux – et, malheureusement, je suis seul maintenant que Edward est mort il y a quelques années –… créer une plateforme où les deux parties peuvent être en désaccord et ne pas recourir à [la violence] »

 Said et Barenboim ont fondé en 1999 l'orchestre à Weimar, en Allemagne, qui porte le nom de West-östlicher Divan (Divan Ouest-Est), en référence à une anthologie de poèmes de Johann Wolfgang von Goethe, inspiré du poète persan Hafez. Le premier atelier d'ensemble a eu lieu en 1999 dans le cadre de la programmation à Weimar en tant que capitale européenne de la culture cette année-là. Depuis la mort d'Edward Said, sa veuve Mariam C. Said est codirigeante de l'orchestre.
Alors que le conflit au Moyen-Orient se poursuivait, l'Orchestre du Divan Ouest-Est connait un succès international, avec des représentations de Tokyo à Ramallah, de Berlin à Séville et à Abou Dabi, de New York à Buenos Aires et à Rabat. L'académie Barenboïm-Saïd s'appuie sur les principes et les pratiques énoncés dans le travail de l'orchestre West – Eastern Divan et les transpose dans un cadre universitaire. Le programme commun de musique et de sciences humaines de l'Académie, avec ses écoles interdépendantes d'écoute et d'audition, fait de nouveau appel aux concepts d'Edward Said et de Daniel Barenboim.
Edward Saïd :

« La séparation entre les peuples n'est une solution à aucun des problèmes qui divisent les peuples. Et, certainement, l'ignorance de l'autre ne fournit aucune aide. La coopération et la coexistence pourraient advenir en vivant la musique comme nous l'avons vécue, jouée, partagée et aimée ensemble. »

 Daniel Barenboim :

« La bonne musique est le résultat d'une écoute concentrée – chaque musicien écoute attentivement la voix du compositeur et entre eux. L'harmonie dans les relations personnelles ou internationales ne peut également exister que par l'écoute, chaque partie ouvrant ses oreilles au récit ou au point de vue de l'autre. »

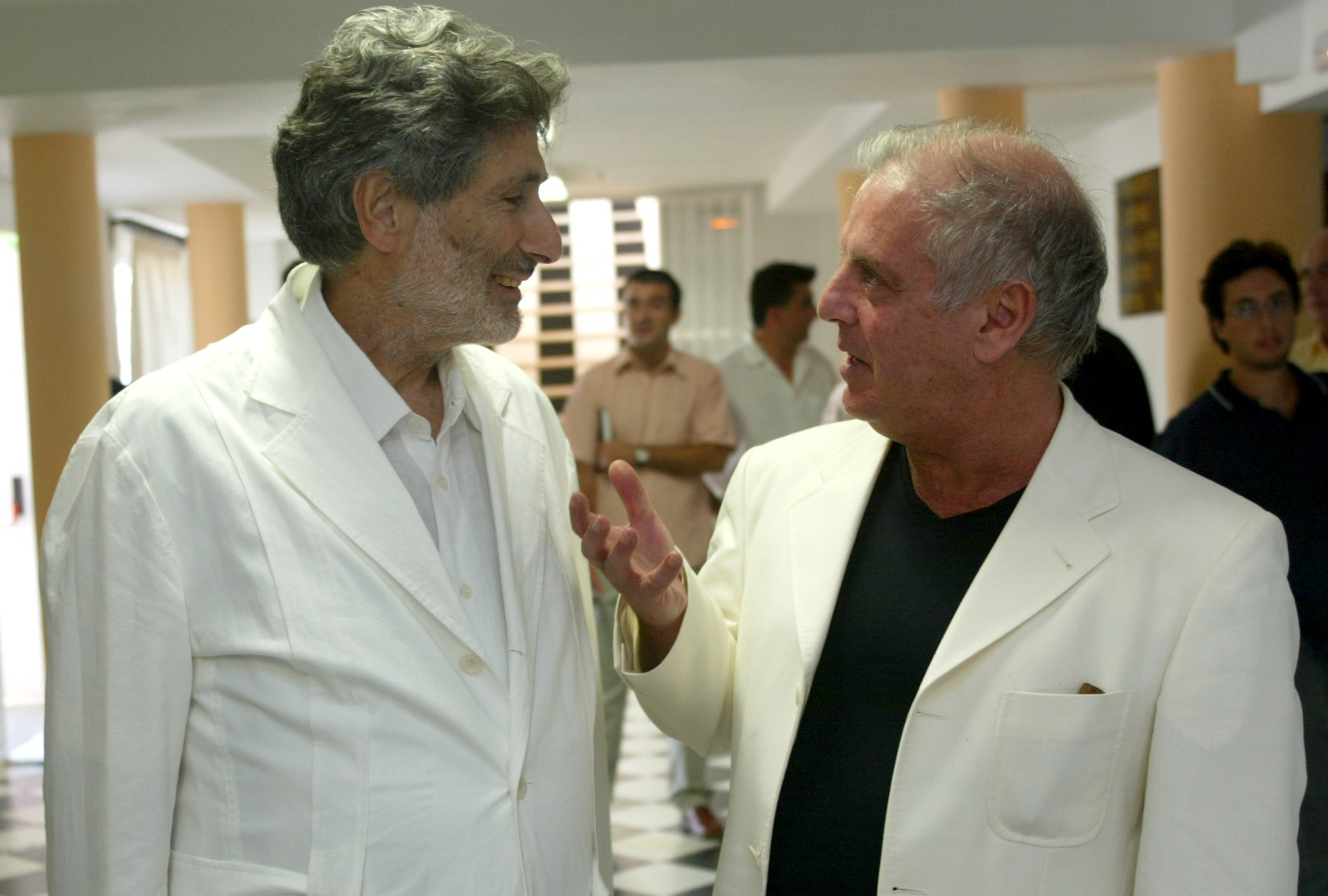
Edward Said et Daniel Barenboim à Séville, 2002.

Barenboim a souligné l'importance de « la recherche de la solution en soi-même», lorsque le West-Eastern Divan Orchestra a joué la 9e Symphonie de Beethoven au 2012 BBC Proms.
Les diplômés ne sont pas seulement formés pour devenir des musiciens, mais aussi des éducateurs, des leaders communautaires, des artistes et surtout des citoyens responsables au sein de leurs communautés.
Lors de la guerre entre Israël et le Hamas, Daniel Barenboim écrit, dans un message adressé le 10 octobre 2023 aux musiciens du West-Eastern Divan Orchestra et aux étudiants de l'Académie Barenboïm-Saïd : « J'ai suivi les événements de ce week-end avec horreur, et la plus grande préoccupation, alors que j'observe la situation en Israël et Palestine empirer […] L'attaque du Hamas sur la population israélienne civile est un crime atroce, que je condamne fermement. La mort de tant de personnes au sud d'Israël et à Gaza est une tragédie qui marquera durablement ». Les jeunes musiciens israéliens et palestiniens de l'orchestre et de l'académie rongés par l'angoisse tentent de passer au-dessus des tensions pour continuer malgré tout à s'asseoir ensemble aux pupitres.

## Installations

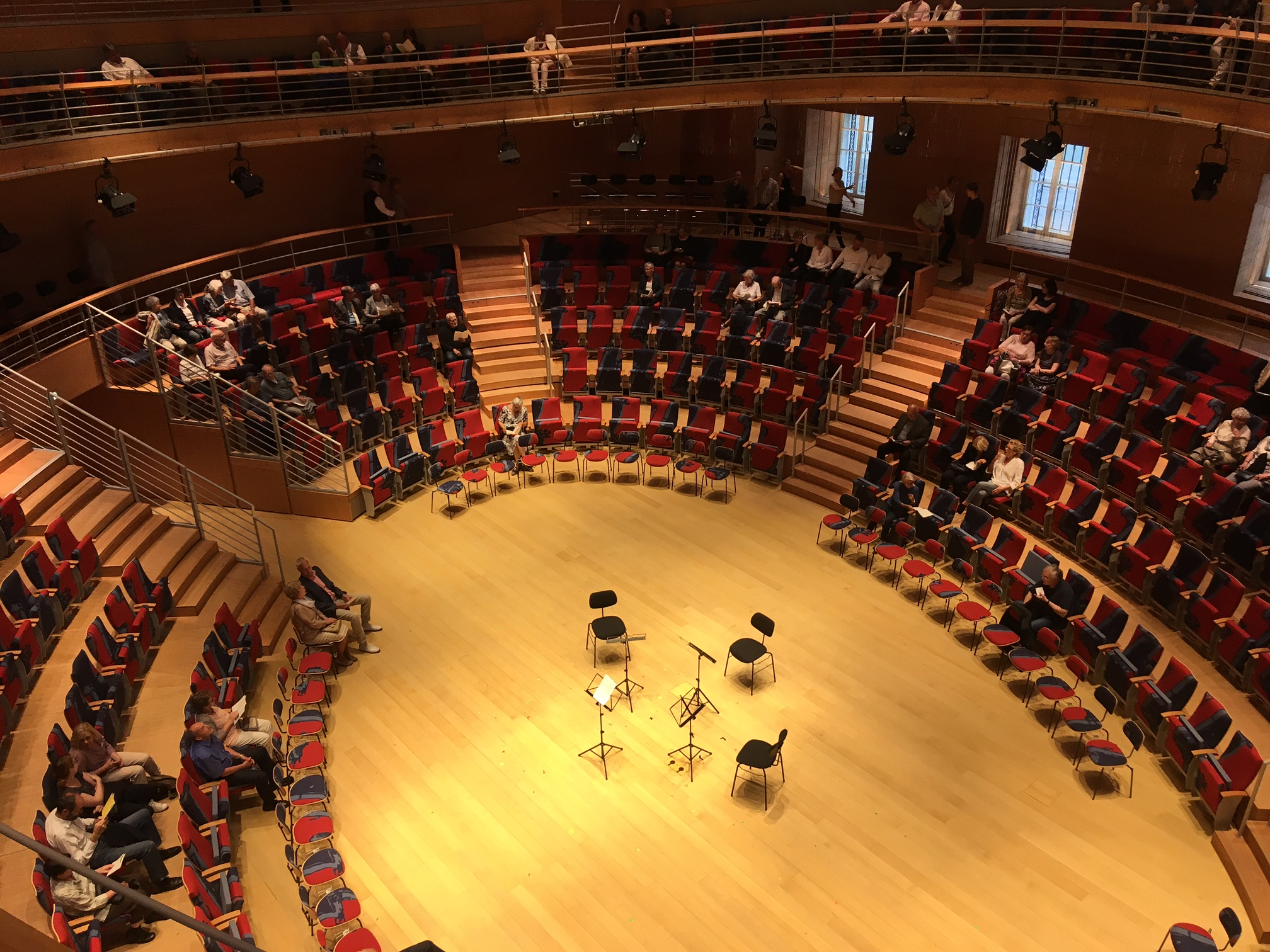
Pierre Boulez Saal

La situation géographique de la Barenboïm-Saïd Académie à Berlin fait écho à la longue tradition d'excellence allemande en musique classique et au statut de Berlin comme l'une des principales capitales culturelles au monde. L'académie est située dans l'ancien dépôt des décors du Staatsoper Unter den Linden. Il a été reconstruit après sa destruction lors de la Seconde Guerre mondiale entre 1951 et 1955 par l'architecte Richard Paulick. Le bâtiment est un monument historique protégé; l'extérieur et les parties principales de l'intérieur ont été restaurés. Un total de 6 500 m2 abrite 21 salles de répétition, un auditorium, des bureaux et des espaces auxiliaires,. Le principal ajout au bâtiment est la nouvelle Pierre Boulez Saal de 682 places. dans l'aile est du bâtiment, d'après un projet de Frank Gehry et conçu par Yasuhisa Toyota en tant qu'acousticien en chef,. La conception saisissante de la salle de concert reflète les idées du compositeur, directeur et théoricien français Pierre Boulez, qui a également été consulté sur le projet. Les coûts de construction sont estimés à 36 millions d'euros, financés par des donateurs privés et par une subvention de 20 millions d'euros du gouvernement fédéral allemand,,.
Le 15 juin 2015, l'académie a célébré son inauguration avec une première visite de la nouvelle salle de concert. À l'automne 2016, la Barenboïm-Saïd Académie a emménagé dans ses nouvelles salles. La salle de concert était inaugurée le 4 mars 2017 avec un concert interprété par Daniel Barenboïm, Anna Prohaska et Jörg Widmann.

## Programme d'études
L'Académie Barenboïm-Saïd propose d'obtenir un diplôme universitaire de musique sur quatre ans et un certificat en un à deux ans pour les études de troisième cycle, appelé diplôme d'artiste. En 2016, l'Académie a lancé un programme préparatoire visant à former des étudiants extrêmement doués et confrontés à des conditions de vie difficiles, tels que ceux qui ont été affectés par la crise des migrants en Europe, pour leur permettre l'entrée dans le programme de licence. Des diplômes sont proposés pour tous les instruments d'orchestre, la composition et le piano. Les cours sont donnés en anglais.
L'Académie propose un programme intégré de sciences humaines dans le cadre de programmes d'études de la performance. Les étudiants suivent des cours de base en histoire, philosophie et littérature parallèlement aux cours d'histoire de la musique, de théorie musicale et d'écoute, auxquels s'ajoutent des représentations, des cours de musique de chambre et de technique orchestrale. Des cours avancés sur la théorie postcoloniale, la théorie sociale, la musicologie, la musique électronique, la théorie de la musique appliquée et les arts visuels sont également proposés. Les étudiants en licence de musique reçoivent des points ECTS (European Credit Transfer System) pour les cours qu'ils valident. La plupart des cours théoriques sont proposés sous forme de cours magistral, comprenant des travaux personnels, en petits groupes, et en studio pour les cours instrumentaux.

## Administration
Michael Naumann est le recteur de l'Académie. Naumann était le délégué du Gouvernement fédéral  allemand à la culture et aux médias de 1998 à 2001. Mena Mark Hanna est le doyen de l'Académie. Il a pris ses fonctions en novembre 2014, avant l'ouverture de l'Académie.

## Faculté remarquable
- Radek Baborák
- Michael Barenboim (de)
- Frans Helmerson
- Mihaela Martin (de)
- Joseph Pearson (écrivain)
- András Schiff
- Stefan Schulz (de)
- Klaus Thunemann
- Michael Wendeberg (de)
- Jörg Widmann
- Stephan Winkler (de)

## Publications et enregistrements
- Paul Smaczny : La connaissance est le commencement. Documentaire, 2006 (Prix international Emmy 2006 de la meilleure programmation artistique)
- Daniel Barenboim et Edward W. Said: Parallels et Paradoxes. Explorations dans la musique et la société. 2004.
- "Se souvenir d'Edward W. Said. Ara Guzelimian et Daniel Barenboim en conversation." ICLS Columbia, 1er février 2013 ITunes
- Elena Cheah: Die Kraft der Musik. Das West – Eastern Divan Orchestra. Avec les voix de Daniel Barenboim. Edition Elke Heidenreich, C. Bertelsmann. Munich 2009.
- [vidéo] « "Palestinian-Israeli orchestra marks 10th anniversary" (al Jazeera English), 21 August 2009 », sur YouTube
- [vidéo] « Daniel Barenboim: Beethoven for All – Symphonies (Decca Classics), 18 January 2012 », sur YouTube
- Daniel Barenboïm Parle. . . , Avant la transmission du concert de l'orchestre du Divan Ouest – Est à Ramallah en 2005. Arte, le 18 août 2005
- Georges Yammine et Daniel Barenboim (éd.): Funkelnde Hoffnung. Das West – Eastern Divan Orchestra et Kraft der Musik. Corso Verlag. Hambourg, 2014.